# Rock for Churchill
Rock for Churchill je hudební festival, který se každoročně koná v přírodním areálu Myslivna v severočeském městečku Vroutek v okrese Louny v Ústeckém kraji. Není žánrově omezen, vystupují na něm hudebníci spadající do žánrů rock, pop, reggae, ska, hiphop i techno. Festival vznikl roku 2000 jako akce na podporu opravy Kostela sv. Jakuba Velkého, který byl postaven v první polovině 13. století. První tři ročníky na akci vystupovaly převážně regionální kapely, časem akce získala celostátní a nakonec i mezinárodní rozměr.